# Douwe Draaisma
Douwe Draaisma, né en 1953, est un universitaire et historien néerlandais de la psychologie. Il est professeur à l'université de Groningue aux Pays-Bas.

## Distinctions et prix littéraires
- Prix J. Greshoff , 2002, pour Waarom het leven sneller gaat als je ouder wordt (traduction publiée en français, titre: Pourquoi la vie passe plus vite à mesure que l'on vieillit, 2008).